# Emmi Dölling
Emmi Dölling, geborene Emmi Effenberger (* 25. Februar 1906 in Ruppersdorf, Nordböhmen, Österreich-Ungarn; † 25. Januar 1990) war eine tschechoslowakische, später deutsche Journalistin und Kommunistin. Sie war im sowjetischen Exil Funktionärin der Internationalen Roten Hilfe (IRH) der Kommunistischen Internationale (Komintern) in Moskau und später in der Sowjetischen Besatzungszone (SBZ) im Rang einer Abteilungsleiterin im Parteivorstand der SED Chefredakteurin der SED-Zeitschriften Neuer Weg und Einheit.

## Leben
Emmi Effenberger, Tochter eines Textilarbeiters und Mitbegründers der Kommunistischen Partei der Tschechoslowakei (KSČ), besuchte nach dem Abschluss der Volksschule eine Lehrerbildungsanstalt und wurde Volksschullehrerin in Neustadt. 1920 trat sie dem Kommunistischen Jugendverband und 1924 der KSČ bei. Im selben Jahr wurde sie Sekretärin der KSČ in Kratzau, dann Bezirkssekretärin in Reichenberg und Sekretärin des tschechischen Textilarbeiterverbands.
1925 wurde Effenberger Mitglied des Lehrerverbands, der dem Allgemeinen freien Angestelltenbund (ZdA, später AfA-Bund) angehörte und 1928 Mitarbeiterin im Zentralkomitee (ZK) des Kommunistischen Jugendverbandes der Tschechoslowakei. In dieser Funktion war sie maßgeblich am Aufbau der tschechoslowakischen, kommunistischen Pionierorganisation des Tschechoslowakischen Jugendverbandes für Kinder beteiligt. Von 1928 bis 1931 besuchte Effenberger die Internationale Lenin-Schule in Moskau, heiratete und kehrte in die Tschechoslowakei zurück.
Nach der Machtübernahme der Nationalsozialisten in Deutschland wurde Dölling 1933 in Deutschland kurzzeitig verhaftet. Ab 1934 war sie Sekretärin im Zentralvorstand des Textilarbeiterverbands. Im April 1939 ging Dölling in die Emigration in die Sowjetunion und wurde Mitarbeiterin der Internationalen Roten Hilfe (IRH) und der Kommunistischen Internationale (Komintern) an der Komintern-Schule in Moskau. Ab Oktober 1941 war sie in Baschkirien eingesetzt. Sie war zeitweise Redakteurin des Sudetendeutschen Freiheitssenders. Von September 1943 bis August 1944 war sie Mitarbeiterin im Pressebüro Supress und von August 1944 bis November 1945 beim Pressedienst Institut Nummer 205 in Moskau. Im Dezember 1945 kehrte sie nach Prag zurück.
Am 1. Januar 1946 übersiedelte sie in die Sowjetische Besatzungszone Deutschlands. Sie wurde als Mitglied in die KPD übernommen und Mitarbeiterin im ZK der KPD. Im April 1946 wurde sie Mitglied der Sozialistischen Einheitspartei Deutschlands und im Range einer Abteilungsleiterin des Parteivorstandes der SED Chefredakteurin der von der SED herausgegebenen Zeitschrift Einheit und 1946/47 der Zeitschrift Neuer Weg. Von 1947 bis 1949 war Dölling schwer an Tuberkulose erkrankt. Ab 1953 war sie zeitweise als Mitarbeiterin der Presseabteilung und später der Abteilung Agitation und Propaganda für das ZK der SED und als freie Mitarbeiterin des Ministeriums für Nationale Verteidigung der DDR (MfNV) tätig.
Dölling war seit 1932 verheiratet mit dem späteren Generalmajor der Nationalen Volksarmee und zeitweiligen Botschafter der DDR in der Sowjetunion, Rudolf Dölling. Während dieser Zeit von 1959 bis 1965 weilte sie an seiner Seite in der UdSSR. Anschließend wirkte sie als Mitglied des Bundesvorstandes des DFD.

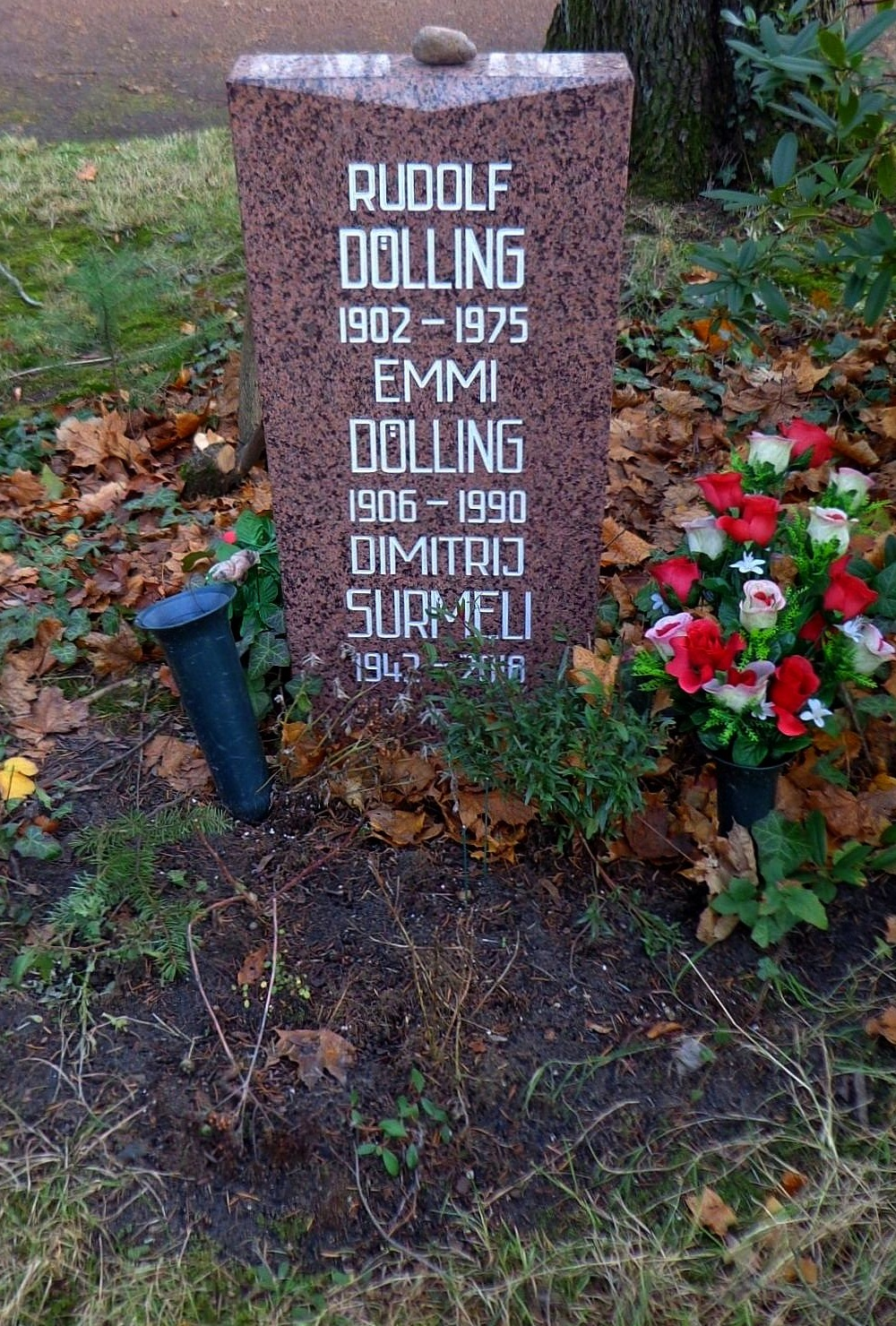
Grabstätte

Sie ist in der Grabanlage Pergolenweg des Berliner Zentralfriedhofs Friedrichsfelde beigesetzt.

## Auszeichnungen
- 1962 Ehrennadel der Gesellschaft für Deutsch-Sowjetische Freundschaft
- 1978 Medaille für hervorragende Leistungen bei der sozialistischen Erziehung in der Pionierorganisation „Ernst Thälmann“ in Gold
- 1981 Vaterländischer Verdienstorden in Gold
- 1986 Ehrenspange zum Vaterländischen Verdienstorden in Gold

## Schriften
- Emmy Dölling (Chefredakteurin): M. W. Frunse: Ausgewählte Schriften, 3. Auflage. Berlin: Verlag des Ministeriums für Nationale Verteidigung, 1956. (1960 erschien ein Ergänzungsband.)